# John Ditlev-Simonsen
John Peder Ditlev-Simonsen (* 18. Oktober 1898 in Dypvåg; † 10. Januar 2001 in Oslo) war ein norwegischer Segler.

## Erfolge
John Ditlev-Simonsen, der für den Kongelig Norsk Seilforening segelte, nahm 1936 an den Olympischen Spielen in Berlin in der 8-Meter-Klasse teil. Er war Crewmitglied der Silja unter Skipper und Bruder Olaf Ditlev-Simonsen, die die im Olympiahafen Düsternbrook in Kiel stattfindende Regatta auf dem zweiten Platz beendete. Zunächst hatte die Silja ebenso wie die Germania III aus Deutschland 53 Gesamtpunkte erreicht, im Stechen um den zweiten Rang hinter den Olympiasiegern aus Italien setzte sie sich schließlich gegen ihre deutschen Konkurrenten durch. Neben den Ditlev-Simonsen-Brüdern erhielten auch die übrigen Crewmitglieder Hans Struksnæs, Lauritz Schmidt, Nordahl Wallem und Jacob Tullin Thams die Silbermedaille.
Sein Neffe Halfdan Ditlev-Simonsen war 1952 ebenfalls olympischer Segler.